# Vladimir Prelog
Vladimir Prelog (Sarajevo, 23 luglio 1906 – Zurigo, 7 gennaio 1998) è stato un chimico croato naturalizzato svizzero, vincitore, insieme a John Cornforth, del premio Nobel per la chimica nel 1975, per «le sue ricerche sulla stereochimica delle molecole e delle reazioni organiche».

## Biografia
Trasferitosi nel 1915 a Zagabria con la sua famiglia, Prelog si laureò in ingegneria chimica all'Università Tecnica Ceca di Praga nel 1929. Dopo avere conseguito il dottorato in chimica iniziò a lavorare in un impianto privato a Praga, attivo nella produzione di prodotti chimici rari allora non disponibili sul mercato. Nell'ambito della ricerca iniziò a interessarsi degli alcaloidi contenuti nella pianta di cacao.
Nel 1935 tenne lezioni di chimica organica alla Facoltà Tecnica dell'Università di Zagabria, insegnando anche a studenti di ingegneria chimica. Usufruendo del finanziamento dell'industria farmaceutica Kaštel (l'odierna Pliva) iniziò la ricerca sulla chinina e sui suoi derivati. Riuscì a sintetizzare, sempre in collaborazione con l'industria, lo Streptazol, uno dei primi sulfamidici.
Nel 1941 Prelog accettò l'invito di Leopold Ruzicka e si recò a Zurigo per insegnare presso la Scuola politecnica federale. Dopo il ritiro di Ruzicka nel 1957, prese in carico il laboratorio di chimica organica estendendo l'attività in aree quali quelle dei composti aromatici, alcaloidi, composti aliciclici e l'isolamento di composti ad attività biochimica.

## Attività scientifica
Prelog realizzò la prima sintesi dell'adamantano, cicloalcano dalla struttura particolare e isolato dai campi petroliferi della Moravia.
Nel 1944 riuscì a separare gli enantiomeri della base di Tröger tramite tecnica cromatografica su fase stazionaria enantiopura. In questo modo dimostrò anche che non solo gli atomi di carbonio possono essere unostereocentro, ma anche gli atomi di azoto possiedono tale proprietà.
I suoi studi hanno contribuito a spiegare la struttura di composti quali steroidi, triterpeni, chinina, stricnina, solanina e altri alcaloidi definendo le relazioni conformazionali fra reagenti e prodotti. Insieme con Robert Cahn e Christopher Ingold formulò un insieme di regole note come regole di Cahn-Ingold-Prelog, di ampio utilizzo in stereochimica organica per differenziare i vari stereoisomeri.

## Riconoscimenti
- Premio Nobel per la chimica- 1975
- Membro onorario dell'Accademia croata delle Scienze e delle Arti (1986)